# Bomolochus
Dans le théâtre de la Grèce antique, le bomolochus (en grec ancien : βωμολόχος) était l'un des trois personnages courant de la comédie, correspondant au bouffon anglais. Le bômolochus est marqué par son ingéniosité, sa cruauté du langage et sa transgression fréquente du Quatrième mur.
En Grec moderne, ce mot désigne une personne parlant de manière grossière.

## Voir également
- Alazôn
- Eiron